# ゴールデン小雪
ゴールデン小雪（ごーるでんこゆき、1984年6月6日 - ）は、東京都出身のグラビアアイドル、歌手。
株式会社まくびーに所属していたが、現在はよう子としてクロスミュージックエンターテイメントに所属。

## 人物
- 作曲家の三木たかしが再婚した妻の長女。叔母には黛ジュンがいる[3]。

## 来歴
- 2005年末に山本彩乃、秋本未莉、橋本彩、高梨臨と共にアイドル歌手ユニット『ピンクジャムプリンセス』を結成。2006年4月にCDデビュー。
- 2007年よりキックボクシング団体・ニュージャパンのマスコットガールとして活躍している[4]。

## テレビ出演
- 出動!ミニスカポリス全国版（2004年11月、BSジャパン）
- アイドル道（2004年11月〜2005年3月、フジテレビ721）
- アイドルグラフィックTV（2005年2月、BSフジ）
- ヤンチャ黙示録（2005年5月、テレビ東京）
- DOKI DOKI トロピカル　ヴィーナス（2005年7月3日、BS-i）
- 草野☆キッド（2005年9月6日、テレビ朝日系）
- うちあげ（2005年11月18日、CBC）
- グラビアトークオーディション（2006年、フジテレビ）
- マラソンシーズン2（tvk、アンカー）
- 志村&鶴瓶のあぶない交遊録2019（2019年1月2日、テレビ朝日） - カーリング役[5]

## リリース作品

### DVD
ゴールデン小雪名義
- Baby Eros（2004年t12月22日、ビーエムドットスリー）
- 萌えろ?ゴールデン（2005年6月25日、パンド）
- ゴールデン劇場（2006年12月15日、フォーサイド・ドット・コム）
- 秘密（バウハウス）

### CD
- ゴールデン小雪のテーマ （2005年7月13日、ジャパンミュージックシステム）

### 書籍
- 逃亡日記（日本文芸社、2007年1月）ISBN 4537254653
  - 漫画家の吾妻ひでおの自伝の写真ページで共演している。
- ようこ1st写真集『ようこ』野村誠一：写真 （ジーオーティー、2019年1月）ISBN 978-4814801473